# Tomasz Skweres

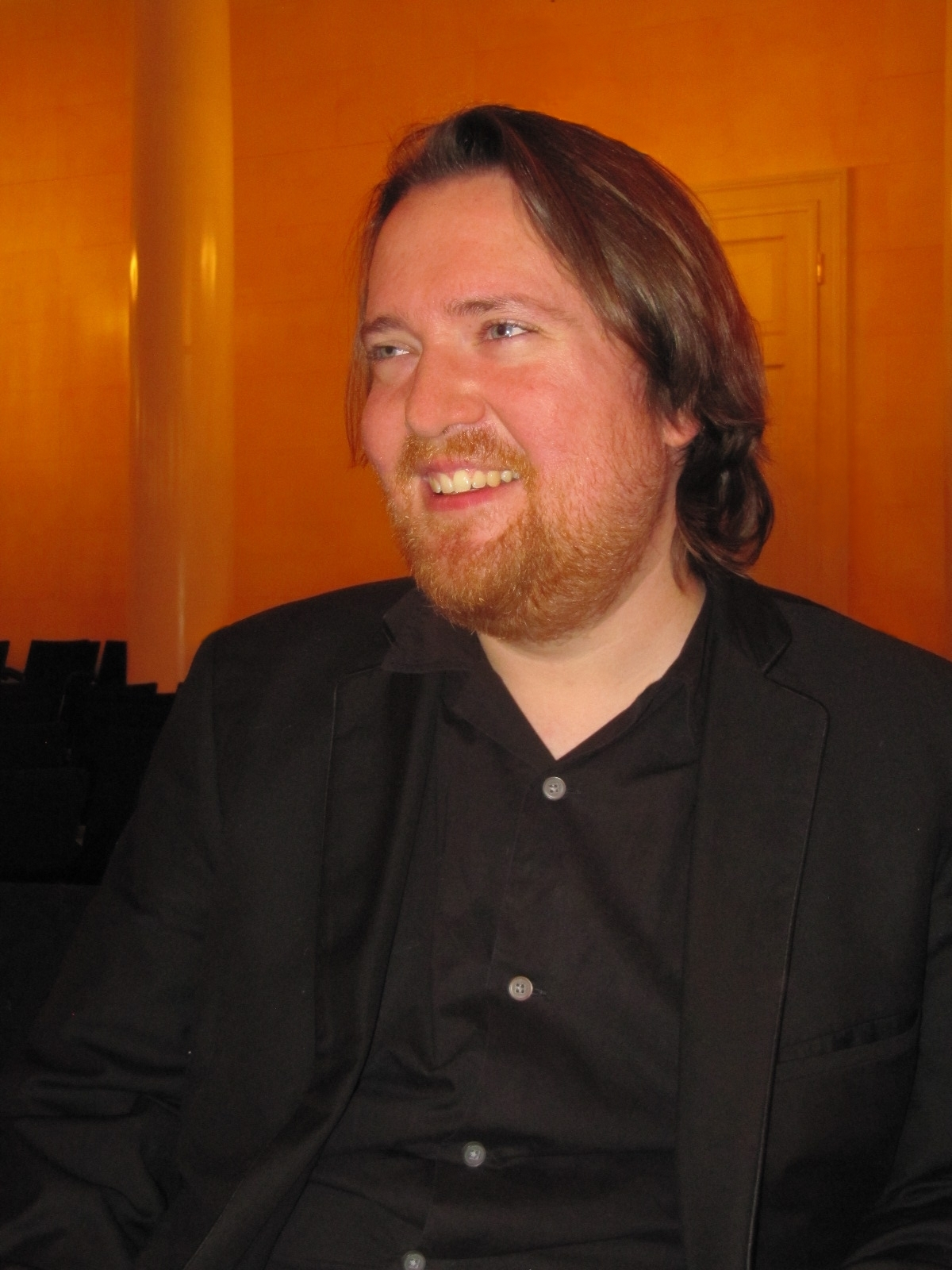
Tomasz Skweres (2018)

Tomasz Skweres (* 3. April 1984 in Warschau) ist ein polnischer Komponist und Cellist. Er lebt in Wien und in Regensburg.

## Leben und Wirken
Tomasz Skweres studierte Komposition bei Chaya Czernowin und Detlev Müller-Siemens sowie Cello bei Valentin Erben, Stefan Kropfitsch an der Universität für Musik und darstellende Kunst Wien.
Als Komponist schrieb er Auftragswerke für zahlreiche renommierte Festivals, Orchester, Ensembles, Kammermusikformationen sowie für Solisten. Seit 2009 werden sämtliche Kompositionen von Skweres vom Musikverlag Doblinger publiziert. Ein weiterer Verleger seiner Werke sind die Sikorski Musikverlage.
Von 2009 bis 2011 war Skweres Cellist im Radio-Symphonieorchester Wien. 2012 wechselte er nach Regensburg, wo er seither als Solocellist am Stadttheater Regensburg tätig ist. Tomasz Skweres ist ein Interpret der neuen Musik, spielte zahlreiche Uraufführungen (unter anderem der ihm gewidmeten Werke von Komponisten wie Mateusz Ryczek, Jean-Patrick Besingrand und Grzegorz Pieniek) und tritt regelmäßig bei internationalen Festivals auf.
Tomasz Skweres ist seit 2019 erster Vorsitzender des Vereins zur Förderung zeitgenössischer Musik Regensburg – Unternehmen Gegenwart.
Er ist mit der Geigerin Yui Iwata-Skweres verheiratet, mit der er als Duo Skweres auftritt.

## Aufführungen und Kompositionsaufträge
Werke von Skweres wurden bisher in über 20 Ländern auf 6 Kontinenten aufgeführt u. a. im Wiener Musikverein, Elbphilharmonie Hamburg, Wiener Konzerthaus, Nationales Forum für Musik (Breslau) (Polen), Münchner Gasteig, Nationaltheater in Taipei, Stadttheater Bern, Stadttheater Passau, Theater Regensburg, Theaterzelt Landshut, Trafo Theater in Budapest, Philharmonie Lwiw, Palast Cantacuzino sowie von Rundfunkanstalten wie NDR Klassik (Norddeutscher Rundfunk), BR Bayerischer Rundfunk, Polskie Radio 2 (Polnisches Radio 2), Ö1 (Radio Österreich 1), Radio Stephansdom (Österreich) und Rai Südtirol (Italien), ABC Classic FM (Australien) und Frequencia Universitaria (Mexico) ausgestrahlt.

### Aufführungen bei Festivals (Auswahl)
- Österreich: Wien Modern, Festival Klangspuren in Tirol, Vienna Saxfest 2014, Komponistenmarathon in Wien, aNOtherfestival in Wien
- Polen: Warschauer Herbst, Musica Polonica Nova in Breslau, LEO Festival in Breslau
- Italien: Festival Risuonanze, Festival Contemporenea in Udine, Festival Contrasti
- Ukraine: Festival Kontraste in Lemberg, Ukrainische Biennale für zeitgenössische Musik, Kyiv International Contemporary Music Days
- Andere Länder Europas: Festival Musica 2015 in Strasbourg (Frankreich), Biennale Bern, Festival Goslar Harz (Deutschland), Meridian Festival in Bukarest, Musikalischer Sommer in Ostfriesland (Deutschland)
- Asien: ISCM World Music Days 2016 in Korea/Tongyeong International Music Festival, ISCM-Musicarama in Hong Kong
- Südamerika: Bienal Música Hoje in Curiciba (Brasilien), Distat Terra Festival in Choele Choel in Argentinien

### Kompositionsaufträge (Auswahl)
- Österreich: Österreichisches Ensemble für Neue Musik, Ensemble NAMES, Radiosymphonieorchester Wien, Wiener Konzerthaus, Festival Wien Modern, Ensemble Wiener Collage, Ensemble Zeitfluss, Platypus Ensemble, Reconsil Ensemble
- Deutschland: Niederbayerische Philharmonie, Philharmonisches Orchester Regensburg, TONALi, Theater Regensburg, Ensemble Risonanze Erranti
- Polen: Festival Warschauer Herbst, Nationales Forum für Musik in Breslau, Festival Musica Polonica Nova, Orkiestra Muzyki Nowej, Leopoldinum Festival in Breslau, Apollon Musagete Quartett

- Schweiz: Ensemble TaG (Theater am Gleis), Winterthur, Thyll-Dürr Stiftung[5]

## Kompositionsstil
Im Allgemeinen kann man den Kompositionsstil von Skweres als zeitgenössisch expressiv, jedoch nicht als avantgardistisch bezeichnen. So beschreibt ihn der Komponist selbst: „Für mich als Musiker spielt die Suche nach der Balance zwischen der emotionellen und intellektuellen Seite der Kunst eine besonders wichtige Rolle. Ich sehe meine zwei beruflichen Haupttätigkeiten – das Komponieren und das Cellospielen – als einander ergänzende künstlerische Aktivitäten, die mir helfen, eine eigene, persönliche Ausdrucksqualität zu finden. Der Prozess des Komponierens ist meiner Meinung nach eine gründliche Beschäftigung mit der menschlichen Wahrnehmung. Die Frage, wie ich als Komponist bestimmte emotionelle Eindrücke des Zuhörers stimulieren kann, ist für mich der spannendste Teil meiner kompositorischen Arbeit. Auch die Auseinandersetzung mit dem Phänomen Zeit spielt in meinen Werken eine zentrale Rolle: Wie kann ich die Wahrnehmung der Zeit beim Zuhörer so manipulieren, dass sie nicht als eine Konstante, sondern als eine immer unterschiedlich schnelle Bewegung empfunden wird?“
Ein wichtiger Aspekt seiner Musik ist die Ausarbeitung der Klangflächenveränderungen: „Skweres konzentriert sich in seinen Kompositionen stets auf den Klang. Ein häufiges, durch den differenzierten Einsatz spannend bleibendes Stilmittel sind Glissandi. In Kombination mit dynamischer Entwicklung werden diese in fein abgestimmte Klangfarben getaucht, wobei diese kontinuierlichen Fortschreitungen die Hörenden in die mal schnell, mal langsam schleifenden Klänge eintauchen lassen. Kontrastiert werden diese von wiederholten Tönen oder Akkorden, die zeitliche Orientierung schaffen.“

## Werke (Auswahl)

### Werke für Orchester
- Konzert für Cello und Orchester, 2020
- Haymatloz für symphonisches Orchester, 2019
- Plutonion für symphonisches Orchester, 2018
- Concertino für Streichorchester, 2018
- Anakalypteria für Frauenstimme und symphonisches Orchester, 2016
- über das farbige Licht der Doppelsterne... für symphonisches Orchester, 2015
- Critical Mass für symphonisches Orchester, 2013
- Notturno für Cello und Orchester, 2011

### Kammeropern
- Desiderium für zwei Soprane, zwei Schauspieler und ein kleines Ensemble, Libretto von Maria Skweres, 2018
- Am Anfang starb ein Rabe – für Sprechstimme, Bariton und Ensemble, Libretto von Levin Westermann, 2010

### Werke für Ensemble
- Leyak für Baritonsaxophon, 2 Violoncelli und 4 Perkussionisten, 2021
- Topielica für Englischhorn solo und Ensemble, 2019
- Event Horizon für 15 Instrumente, 2019
- von Schwelle zu Schwelle für 13 Instrumente, 2015
- Tituba für 8 Instrumente, 2013

### Werke mit Stimme
- Denuo für Sopran und großes Ensemble, 2021
- Four Poems by Rainer Maria Rilke für Sopran and 6 Instrumente, 2020
- Firmamente, für Sopran, Violoncello, zu Gedichten von Brigitte Stanek, 2020
- contra venenosos vermes für Cello solo und Vokalensemble, 2019
- w poszukiwaniu Rzeczydźwięku für Sopran und Cello, 2019
- Rovanemi für Sopran und Cello, Gedicht von Brigitte Stanek, 2017
- in fremder fremde für Mezzosopran und Klavier, Gedicht von Semier Insayif, 2016
- mori no sakana für Sopran, Bassklarinette und Cello, Gedicht von Erika Kimura, 2014
- Die Geometrie des Himmels ist unerhört, Gedichte von Semier Insayif für Sprechstimme und kleines Ensemble, 2014
- Sakubel Osil für Sopran, Flöte, Klarinette, Violin und Cello, 2008/neue Version 2014
- Direkt für Sopran, Flöte und Cello, Psalm aus dem Alten Testament, 2007
- Psalm 13 für Tenor, Flöte und Cello, Psalm aus dem Alten Testament, 2006
- Gebet für Soprano und Cello, Gedicht von Małgorzata Hillar, 2005

### Kammermusik
- Paysage Intime für Violoncello and Piano, 2022
- Aquarelle 594KV, Miniatur für Flöte, Klarinette, Vibraphon, Violine und Violoncello, 2021
- Erdschatten für Barockflöte und Harpsichord, 2021
- Nyos für Violine und Violoncello, 2021
- Plague für 8 Celli, 2020
- Piwosznik für Bassklarinette und Cello, 2019
- Heavy Gravity für 2 Violinen, 2019
- Synapsen, vier Miniaturen für historische Instrumente (Blockflöte, Barockposaune und Gambe), 2018
- Katakomben für Violine, Cello und Orgel, 2018
- Anekdote über Stravinsky, Miniatur für Violine und Klavier, 2018
- Coffin Ship für Cello und Akkordeon, 2018
- Coffin Ship für Sopransaxophon und Akkordeon, 2018
- sieben Affekte für Violine und Cello, 2017
- Maledictio für Blockflöte, Querflöte, Harfe und Cembalo, 2017
- Grenzgänge für Klavierquartett, 2016
- Journay into the Subconscious für Flöte, Cello und Klavier, 2014
- Elusive Thoughts für Violine, Viola und Cello, 2014
- Memory Illussions für Violine und Harfe, 2014
- Penrose Square für Saxophonequartett, 2014
- 5 Miniaturen für Saxophon, Klarinette, Akkordeon und Kontrabass, 2013
- Hesitation für Cello und Klavier, 2012
- Spannungsfelder für Cello und Kontrabass, 2012
- 5 Elemente für Gitarre und Klavier, 2010
- Autismus für Flöte und Cembalo, 2010
- Axon für Flöte und Klarinette, 2010
- Asteria-Ortygia-Delos für Streichquartett, 2009
- Wasser für Klaviertrio, 2008
- 1. Streichquartett, 2006

### Solowerke
- Enigmatic Pathways für Viola solo, 2022
- Suite Macabre für Violoncello solo, 2021
- Sport ist Mord für Kontrabass solo, 2020
- Impact für Violine solo, 2016
- drei Gedanken für Klarinette solo, 2016
- Guillotine für Cello solo, 2016
- Guillotine für Kontrabass solo, 2016
- Short Story für Gitarre solo, 2013
- Reminiszenz für Violine solo 2013
- Deuterium für Violine solo 2012
- Double-headed für Horn solo 2012
- Transformations für Cello solo, 2011
- Verse für Cello solo, 2009[1][8]

## Auszeichnungen und Stipendien als Komponist
- 2024 Kulturförderpreis der Stadt Regensburg[9]
- 2021 1. Preis bei Earplay Donald Aird International Composers Competition, USA
- 2021 1. Preis bei Gilgamesh International Composition Competition, USA
- 2021 Staatsstipendium für Komposition des österreichischen Bundesministeriums für Kunst, Kultur, öffentlichen Dienst und Sport
- 2020 1. Preis bei 1. Chalki International Composition Competition, Griechenland
- 2019 2. Preis bei Zemlinsky Prize 2019[10]
- 2018 2. Preis bei 20th International Chopin & Friends Festival „New Vision“ Composition Competition
- 2017 1. Preis beim TONALi Kompositionswettbewerb
- 2016 spezial prize bei International composition competition Citta' di Udine
- 2015 Förderpreis für Musik der Stadt Wien
- 2014 Österreichisches Staatsstipendium für Komposition vom Bundesministerium für Unterricht, Kunst und Kultur
- 2014 Auszeichnung beim internationalen Wettbewerb Contemporanea 2014, Udine
- 2014 1. Preis beim Ernst Krenek Kompositionswettbewerb[11]
- 2010 Startstipendium des österreichischen Bundesministeriums für Unterricht, Kunst und Kultur
- 2009 1. Preis beim Kompositionswettbewerb für das Auftragswerk des Internationalen Joseph Haydn Kammermusikwettbewerbes, Wien
- 2009 Theodor-Körner-Preis in Sparte Komposition[12]
- 2009 2. Preis beim Internationalen Kompositionswettbewerb der Deutschen Hochdruckliga[13]
- 2009 Kompositionsstipendium der Czibulka-Stiftung
- 2008 Kompositionsstipendium der Schweizer Thyll-Dürr-Stiftung
- 2008 2. Preis beim internationalen Franz Josef Reinl Kompositionswettbewerb
- 2006 1. Preis beim Kompositionswettbewerb für das Auftragswerk des Internationalen Joseph Haydn Kammermusikwettbewerbes, Wien[14][15]

## Diskographie
- Coffin Ship für Saxophon and Akkordeon, East West von Duo Aliada, Hänssler Classic, 2021
- Contra Venenosos Vermes für Cello und gemischten Chor – Wrocławscy Kameraliści, 2019[16]
- Short Story für Gitarre Solo – Soundscapes III, Genuin classics, 2015 (Interpret: Rainer Stegmann)
- Tituba für gemischtes Ensemble – Exploring the World Vol. 2, Orlando Records, 2015 (Interpret: Reconsil Ensemble)
- Asteria-Ortygia-Delos für Streichquartett – Austrian Young Composers Vol. 3, Österreichischer Komponistenbund und IGNM (Interpret: Apollon Musagète Quartett)
- Asteria-Ortygia-Delos für Streichquartett – Contemporanea 2014, Globe Records (Interpret: Interensemble)